# 紅い花 (ちあきなおみの曲)
「紅い花」（あかいはな）は、1991年10月23日に発売されたちあきなおみの34枚目のシングルである。

## 概要
ちあきは本楽曲が発売された翌年の1992年に夫の郷鍈治と死別して以来、無期限の芸能活動休止中となっているため、本楽曲が現時点でちあきにとって最後のオリジナルシングルとなっている。
ちあきの歌手活動休業後、1995年には映画『GONIN』の挿入歌として使用された。それに合わせて、同年10月11日には本楽曲のシングル盤が再発売された。

## 収録曲
1. 紅い花
作詞：松原史明、作曲：杉本真人、編曲：倉田信雄
2. 紅い花（オリジナル・メロ入りカラオケ）
3. 百花繚乱
作詞：水谷啓二、作曲・編曲：倉田信雄
4. 百科繚乱（オリジナル・メロ入りカラオケ・ショートバージョン）

## カバー
- すぎもとまさと - セルフカバー
- 桂銀淑 - 1997年、アルバム『全曲集'98〜「yes」と答えて』収録
- あさみちゆき - 2008年、アルバム『あさみのうたIV』収録
- 山本みゆき - 2008年、アルバム『最新ヒット全曲集'08』収録
- 五木ひろし - 2009年、シングル（五木は1974年にも『紅い花』という同名のシングルを出しているが、同名異曲である）
- ダイアモンド☆ユカイ - 2012年、カバーアルバム『Respect』収録
- 畠山美由紀 - 2014年、カバーアルバム『歌で逢いましょう』収録
- 鈴木雅之 - 2017年、カバーアルバム『DISCOVER JAPAN III 〜the voice with manners〜』収録
- 半﨑美子 - 2020年、カバーアルバム『うた弁 COVER』収録